# آي بي إم
شركة المؤسسة الدولية للحواسيب (بالإنجليزية: International Business Machines Corporation)‏، تختصر IBM، هي شركة استشارية وتقنية أمريكية متعددة الجنسيات يقع مقرها الرئيسي في أرمونك، نيويورك، ويعمل بها أكثر من 350.000 موظف يخدمون عملاء في 170 دولة.
في 8 أكتوبر 2020، أعلنت شركة آي بي إم أنها بصدد تحويل وحدة خدمات البنية التحتية المُدارة التابعة لقسم خدمات التكنولوجيا العالمية إلى شركة عامة جديدة، وهو إجراء من المتوقع أن يكتمل بحلول نهاية عام 2021.
تنتج شركة آي بي إم وتبيع أجهزة الحاسوب والبرمجيات الوسيطة والبرامج، وتوفر خدمات الاستضافة والاستشارات في مجالات تتراوح من أجهزة الحاسوب المركزية إلى تكنولوجيا النانو. وهي أيضًا منظمة بحثية رئيسية، اعتبارًا من عام 2020 تحمل الرقم القياسي لمعظم براءات الاختراع الأمريكية التي تنتجها شركة لمدة 27 عامًا متتالية. تشمل الاختراعات التي قامت بها شركة آي بي إم القرص المرن، ومحرك الأقراص الثابتة، وبطاقة الشريط الممغنطة، وقاعدة البيانات الارتباطية، ولغة برمجة إس كيو إل، والباركود رمز المنتج العالمي، وذاكرة الوصول العشوائي الديناميكية. كان حاسوب آي بي إم الرئيسي، الذي يمثله سيستيم/ 360، هو منصة الحوسبة المهيمنة خلال الستينيات والسبعينيات.
آي بي إم، التي يشار إليها أحيانًا باسم بيج بلو، هي واحدة من 30 شركة مدرجة في مؤشر داو جونز الصناعي وواحدة من أكبر أرباب العمل في العالم، مع أكثر من 352.600 موظف اعتبارًا من عام 2019. ما لا يقل عن 70% من موظفي آي بي إم، المعروفين باسم "IBMers"، موجودون خارج الولايات المتحدة، مع وجود أكبر عدد في الهند. حصل موظفو شركة آي بي إم على خمس جوائز نوبل وستة جوائز تورينج وعشر ميداليات وطنية للتكنولوجيا (الولايات المتحدة الأمريكية) وخمس ميداليات وطنية للعلوم (الولايات المتحدة الأمريكية).

## التاريخ
تأسست شركة آي بي إم في عام 1911 في إنديكوت، نيويورك، كشركة الحوسبة-الجدولة-التسجيل وتمت إعادة تسميتها «آلات أعمال عالمية» في عام 1924. تم تأسيس آي بي إم في نيويورك ولديها عمليات في أكثر من 170 دولة.
في ثمانينيات القرن التاسع عشر ظهرت التقنيات التي من شأنها أن تشكل في النهاية جوهر ماكينات الأعمال الدولية (آي بي إم). يوليوس إي بيتراب براءة اختراع مقياس الحوسبة في عام 1885، اخترع الكسندر داي مسجل الاتصال الهاتفي (1888)، حصل هيرمان هوليريث (1860-1929) على براءة اختراع لآلة الجدولة الكهربائية، وويلارد بندي اخترع ساعة زمنية لتسجيل وقت وصول ومغادرة العامل على شريط ورقي في عام 1889. في 16 يونيو 1911، تم دمج شركاتهم الأربع في ولاية نيويورك بواسطة تشارلز رانليت فلينت ليشكل شركة خامسة، وهي شركة الحوسبة-الجدولة-التسجيل ومقرها في إنديكوت، نيويورك. الشركات الخمس لديها 1300 موظف ومكاتب ومصانع في إنديكوت وبينغامتون، نيويورك، دايتون، أوهايو، ديترويت، ميشيغان، واشنطن العاصمة، تورنتو.
لقد صنعوا آلات للبيع والتأجير، بدءًا من الموازين التجارية ومسجلات الوقت الصناعية، وتقطيع اللحوم والجبن، إلى آلات الجدولة والبطاقات المثقوبة. توماس جيه واتسون، الأب، الذي طُرد من شركة شركة السجل النقدي الوطنية بواسطة جون هنري باترسون، ودعا فلينت، وفي عام 1914، عُرض عليه منصب في شركة الحوسبة-الجدولة-التسجيل. انضم واتسونإلى شركة الحوسبة-الجدولة-التسجيل كمدير عام ثم، بعد 11 شهرًا، تم تعيينه رئيسًا عندما تم حل القضايا المتعلقة بفترة عمله في شركة الحوسبة-الجدولة-التسجيل. بعد أن تعلم ممارسات الأعمال الرائدة في باترسون، شرع واتسون في وضع طابع شركة الحوسبة-الجدولة-التسجيل على شركات شركة الحوسبة-الجدولة-التسجيل. لقد نفذ اتفاقيات المبيعات، «حوافز المبيعات السخية، والتركيز على خدمة العملاء، والإصرار على الباعة المهيئين والمعتدلين، ولديه حماسة إنجيلية لغرس فخر الشركة وولائها في كل عامل». أصبح شعاره المفضل، «فكر»، تعويذة لكل موظفي الشركة. خلال السنوات الأربع الأولى من واتسون، وصلت الإيرادات إلى 9 ملايين دولار (133 مليون دولار اليوم) وتوسعت عمليات الشركة إلى أوروبا وأمريكا الجنوبية وآسيا وأستراليا. لم يعجب واتسون أبدًا بالاسم الخرقاء «شركة الحوسبة-الجدولة-التسجيل» وفي 14 فبراير 1924، اختار استبداله بالعنوان الأكثر اتساعًا «آلات أعمال عالمية» والذي كان يُستخدم سابقًا كاسم شركة الحوسبة-الجدولة-التسجيل القسم الكندي. بحلول عام 1933 تم دمج معظم الشركات التابعة في شركة واحدة، آي بي إم.

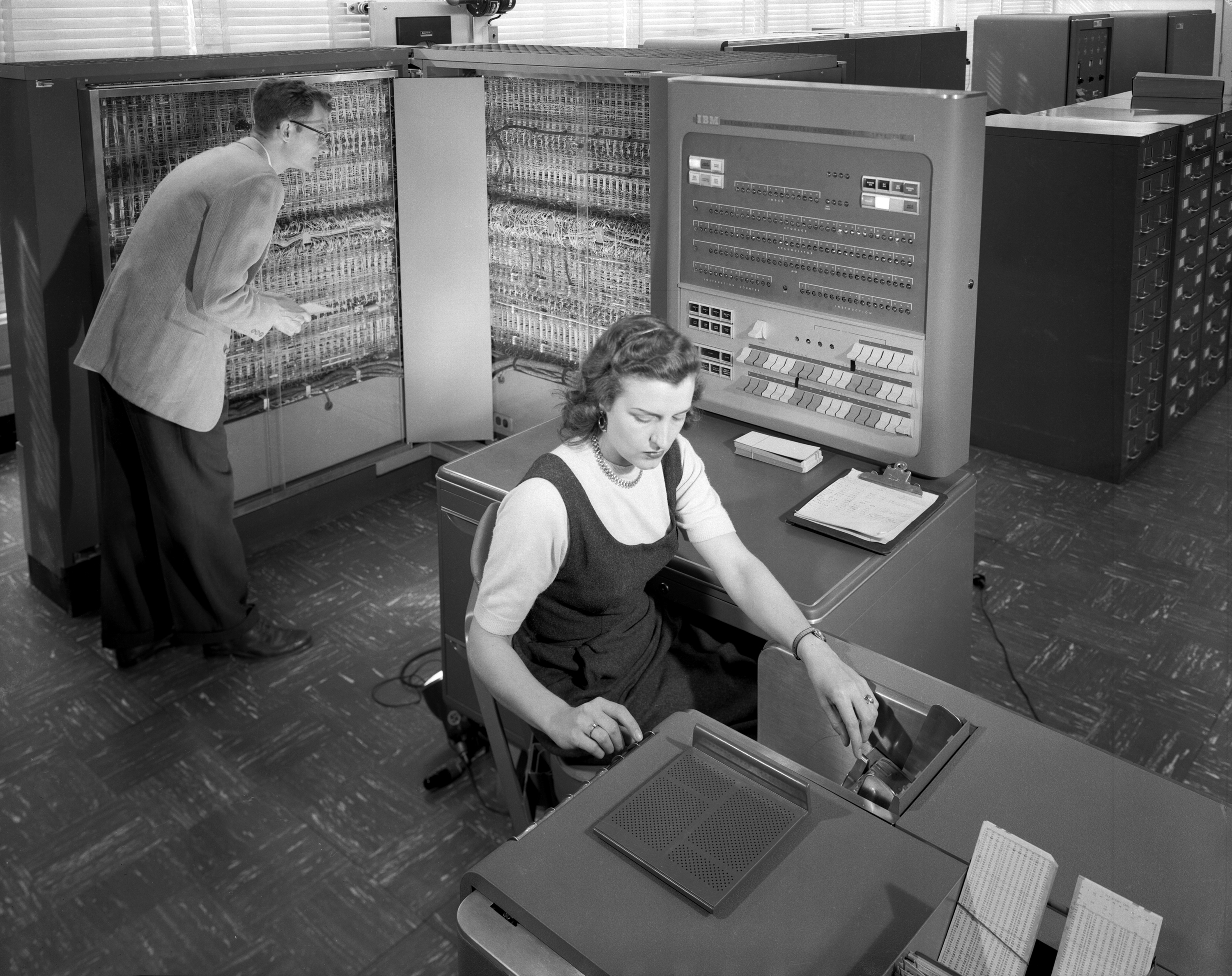
استخدم باحثو ناسا آلة معالجة البيانات الإلكترونية من نوع آي بي إم 704 في عام 1957

في عام 1937، مكنت أجهزة جدولة آي بي إم المؤسسات من معالجة كميات هائلة من البيانات. كان من بين عملائها حكومة الولايات المتحدة، خلال جهدها الأول للحفاظ على سجلات التوظيف لـ 26 مليون شخص وفقًا لقانون الضمان الاجتماعي، ورايش هتلر الثالث، لتتبع اليهود وغيرهم من الجماعات المضطهدة، إلى حد كبير من خلال شركة ديهوماج الألمانية. أعطت الأعمال المتعلقة بالضمان الاجتماعي زيادة بنسبة 81 % في الإيرادات من عام 1935 إلى عام 1939.
في عام 1949، أنشأ توماس واتسون، الأب، شركة شركة آي بي إم للتجارة العالمية، وهي شركة تابعة لشركة آي بي إم تركز على العمليات الأجنبية. في عام 1952، استقال بعد ما يقرب من 40 عامًا من قيادة الشركة، وتم تعيين ابنه توماس واتسون الابن رئيسًا.
قامت شركة آي بي إم ببناء الآلة الحاسبة التلقائية للتحكم في التسلسل، وهي حاسوب كهروميكانيكي، خلال الحرب العالمية الثانية. قدمت أول حاسوب تجاري مخزن لها، وهو أنبوب التفريغ آي بي إم 701، في عام 1952. وقدمت آي بي إم 305 رماك محرك الأقراص الثابتة في عام 1956. تحولت الشركة إلى تصميمات الترانزستور بسلسلة 7000 و 1400، ابتداءً من عام 1958.
في عام 1956، عرضت الشركة أول مثال عملي للذكاء الاصطناعي عندما قام آرثر إل صموئيل من مختبر بوغكيبسي في نيويورك ببرمجة آي بي إم 704 ليس فقط للعب لعبة الداما ولكن «التعلم» من تجربتها الخاصة. في عام 1957 تم تطوير لغة البرمجة العلمية فورتران. في عام 1961 طورت شركة آي بي إم نظام حجز SABER لشركة الخطوط الجوية الأمريكية وقدمت الآلة الكاتبة انتقائي الناجحة للغاية.
في عام 1963 ساعد موظفو آي بي إم وأجهزة الحاسوب وكالة ناسا على تتبع الرحلات المدارية لرواد فضاء ميركوري. بعد عام، نقلت مقر الشركة الرئيسي من مدينة نيويورك إلى أرمونك، نيويورك. شهد النصف الأخير من الستينيات من القرن الماضي استمرار آي بي إم في دعم استكشاف الفضاء، والمشاركة في رحلات الجوزاء عام 1965، ورحلات زحل عام 1966، والمهمة القمرية عام 1969.

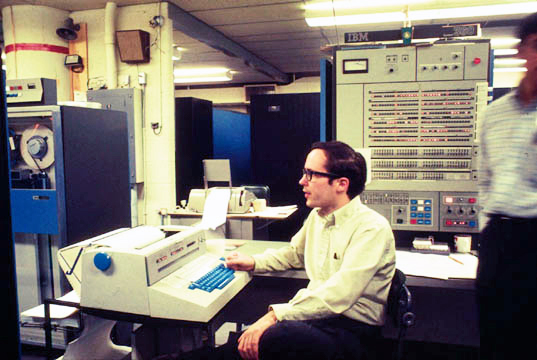
نظام آي بي إم / 360 قيد الاستخدام في جامعة ميشيغان ج. 1969

في 7 أبريل 1964، أعلنت شركة آي بي إم عن عائلة أنظمة الحاسوب الأولى، آي بي إم سيستيم / 360. لقد امتد
نطاقًا كاملاً من التطبيقات التجارية والعلمية من الكبيرة إلى الصغيرة، مما سمح للشركات لأول مرة بالترقية إلى نماذج ذات قدرة حاسوبية أكبر دون الحاجة إلى إعادة كتابة تطبيقاتها. تبعه نظام آي بي إم سيستيم / 370 في عام 1970. جعل كل من 360 و370 من آي بي إم حاسوب مركزي هو الحاسوب الرئيسي المهيمن ومنصة الحوسبة المهيمنة في الصناعة طوال هذه الفترة وحتى أوائل الثمانينيات. لديهم، وأنظمة التشغيل التي تعمل عليها مثل OS / VS1 وMVS، والبرمجيات الوسيطة المبنية على رأس تلك مثل مراقبة معالجة المعاملات CICS، حصة سوقية شبه احتكارية وأصبحت الشيء الأكثر شهرة لشركة آي بي إم خلال هذه الفترة.
في عام 1969، زعمت الولايات المتحدة الأمريكية أن شركة آي بي إم انتهكت قانون شيرمان لمكافحة الاحتكار من خلال احتكار أو محاولة احتكار سوق أنظمة الحاسوب الرقمية الإلكترونية للأغراض العامة، وتحديدًا أجهزة الحاسوب المصممة أساسًا للأعمال التجارية، وزعمت لاحقًا أن شركة آي بي إم انتهكت قوانين مكافحة الاحتكار في تصرفات شركة آي بي إم موجه ضد شركات التأجير والشركات المصنعة للأجهزة الطرفية المتوافقة مع المكونات. بعد فترة وجيزة، قامت شركة آي بي إم بتفكيك برامجها وخدماتها فيما اعتقد العديد من المراقبين أنه نتيجة مباشرة للدعوى القضائية، مما خلق سوقًا تنافسية للبرمجيات. في عام 1982 أسقطت وزارة العدل القضية باعتبارها «بلا أساس».
أيضًا في عام 1969، اخترع فورست باري، مهندس آي بي إم، بطاقة الشريط المغناطيسي التي ستصبح موجودة في كل مكان لبطاقات الائتمان / الخصم / أجهزة الصراف الآلي، ورخص القيادة، وبطاقات النقل السريع، والعديد من تطبيقات التحكم في الهوية والوصول الأخرى. كانت شركة آي بي إم رائدة في تصنيع هذه البطاقات، وفي معظم السبعينيات، كانت أنظمة وبرامج معالجة البيانات لمثل هذه التطبيقات تعمل حصريًا على أجهزة حاسوب آي بي إم. في عام 1974 طور جورج جيه لورير، مهندس آي بي إم، رمز المنتج العالمي. قدمت شركة آي بي إم والبنك الدولي لأول مرة مقايضات مالية للجمهور في عام 1981 عندما أبرما اتفاقية مقايضة. تم تقديم حاسوب آي بي إم الشخصي، الذي تم تعيينه في الأصل آي بي إم 5150، في عام 1981، وسرعان ما أصبح معيارًا صناعيًا. في عام 1991، قامت شركة آي بي إم بتحويل تصنيع طابعاتها إلى شركة جديدة تسمى لكسمارك.
في عام 1993، سجلت شركة آي بي إم خسارة قدرها 8 مليارات دولار أمريكي - في ذلك الوقت كانت الأكبر في تاريخ الشركات الأمريكية. تم تعيين لويس جرستنر كمدير تنفيذي من RJR نابيسكو لتغيير مسار الشركة. في عام 2002، استحوذت شركة آي بي إم على استشارات برايس ووتر هاوس كوبرز، وفي عام 2003 بدأت مشروعًا لإعادة تعريف قيم الشركة، واستضافت مناقشة عبر الإنترنت لمدة ثلاثة أيام حول قضايا العمل الرئيسية مع 50000 موظف. وكانت النتيجة ثلاث قيم: «التفاني في نجاح كل عميل»، و «الابتكار الذي يهم - لشركتنا وللعالم»، و«الثقة والمسؤولية الشخصية في جميع العلاقات».

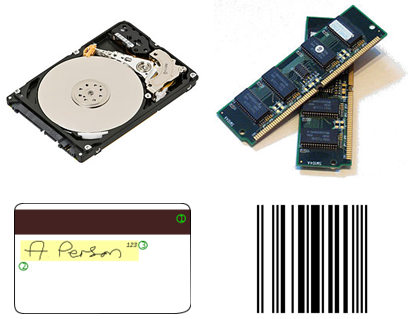
اختراعات آي بي إم: (في اتجاه عقارب الساعة من أعلى اليسار) محرك القرص الصلب، ذاكرة وصول عشوائي ديناميكية، الرمز الشريطي UPC ، والبطاقة الشريطية المغناطيسية

في عام 2005، باعت الشركة أعمالها في مجال الحاسوب الشخصي لشركة التكنولوجيا الصينية لينوفو، وفي عام 2009، استحوذت على شركة البرمجيات SPSS. في وقت لاحق من عام 2009، حصل برنامج الحوسبة الفائقة الجين الأزرق من شركة آي بي إم على الميدالية الوطنية للتكنولوجيا والابتكار من قبل الرئيس الأمريكي باراك أوباما. في عام 2011، حظيت شركة آي بي إم باهتمام عالمي بسبب برنامج الذكاء الاصطناعي واتسون الخاص بها، والذي تم عرضه في برنامج المحك! حيث فازت على بطل عرض اللعبة كين جينينغز وبراد روتر. احتفلت الشركة أيضًا بالذكرى المئوية لتأسيسها في نفس العام في 16 يونيو. في عام 2012، أعلنت شركة آي بي إم أنها وافقت على شراء كينيكسا وأنظمة ذاكرة تكساس، وبعد عام استحوذت أيضًا على سوفت لاير، وهي خدمة استضافة على الويب، في صفقة تبلغ قيمتها حوالي ملياري دولار. في ذلك العام أيضًا، صممت الشركة نظام مراقبة بالفيديو لمدينة دافاو.
في عام 2014، أعلنت شركة آي بي إم أنها ستبيع قسم الخوادم إكس 86 إلى لينوفو مقابل 2.1 مليار دولار. في ذلك العام أيضًا، بدأت شركة آي بي إم في الإعلان عن العديد من الشراكات الرئيسية مع الشركات الأخرى، بما في ذلك شركة أبل، تويتر، فيسبوك، تينسنت، سيسكو، آندر آرمور، بوكس، مايكروسوفت، في إم وير، مؤسسة علم الحاسوب، مايسيز، ورشة سمسم، الشركة الأم لشارع سمسم وسيلز فورس.
في عام 2015، أعلنت شركة آي بي إم عن ثلاث عمليات استحواذ رئيسية: بدمجت الرعاية الصحية مقابل مليار دولار أمريكي، وشركة كليفر سيف لتخزين البيانات، وجميع الأصول الرقمية من شركة الطقس، بما في ذلك Weather.com وتطبيق قناة الطقس للجوال. في ذلك العام أيضًا، ابتكر IBMers فيلم صبي وذرته، والذي كان أول فيلم جزيئي يروي قصة. في عام 2016، استحوذت شركة آي بي إم على خدمة مؤتمرات الفيديو يوستريم وشكلت وحدة فيديو سحابية جديدة. في أبريل 2016، سجلت أدنى مستوى لها منذ 14 عامًا في المبيعات الفصلية. في الشهر التالي، رفعت جروبون دعوى قضائية ضد شركة آي بي إم متهمة إياها بانتهاك براءات الاختراع، بعد شهرين من اتهام شركة آي بي إم جروبون بانتهاك براءات الاختراع في دعوى قضائية منفصلة.
في عام 2015، اشترت شركة آي بي إم الجزء الرقمي من شركة الطقس، وتحليلات الصحة تروفين مقابل 2.6 مليار دولار في عام 2016، وفي أكتوبر 2018، أعلنت شركة آي بي إم عزمها الاستحواذ على ريد هات مقابل 34 مليار دولار، والتي اكتملت في 9 يوليو 2019.
أعلنت شركة آي بي إم في أكتوبر 2020 أنها تقسم نفسها إلى شركتين عامتين منفصلتين. سينصب تركيز آي بي إم المستقبلي على الحوسبة السحابية ذات الهامش المرتفع والذكاء الاصطناعي، على أساس الاستحواذ على ريد هات لعام 2019. الشركة الجديدة "NewCo"، التي لم يتم تسميتها رسميًا بعد، والتي تم إنشاؤها من وحدة خدمات البنية التحتية المدارة لشركة آي بي إم خدمات التكنولوجيا العالمية، سيكون لديها 90.000 موظف، 4600 عميل في 115 دولة، مع تراكم 60 مليار دولار. ستكون عمليات بيع شركة آي بي إم أكبر من أي عمليات تصفية سابقة لها، وسيُرحب بها المستثمرون.
قامت شركة آي بي إم بإعادة اختراع نفسها بانتظام من خلال بيع الأصول ذات الهامش المنخفض مع تحويل تركيزها إلى أسواق ذات قيمة أعلى وأكثر ربحية. الأمثلة تشمل:
- 1991: انفصلت عن قسم تصنيع الطابعات ولوحة المفاتيح، شركة آي بي إم منتجات المعلومات، إلى ليكسمارك
- 2005 و2014 على التوالي: بيعت أجهزة الحاسوب الشخصية (ثينك باد / ثينك سنتر) وشركات الخوادم المستندة إلى إكس 86 لشركة لينوفو
- 2002-2020: تم الاستحواذ على برايس ووتر هاوس كوبرز (2002)، شركة إس بي إس إس (2009)، شركة الطقس (2016)، ريد هات (2019)، ومستشار السحابة الأوروبية نورد كلاود[92] (2020)
- مخطط له في أواخر عام 2021: تحويل 19 مليار دولار من وحدة خدمات البنية التحتية المدارة إلى شركة عامة جديدة (تسمى مؤقتًا «نيو كو»).[93]

## المقر والمكاتب

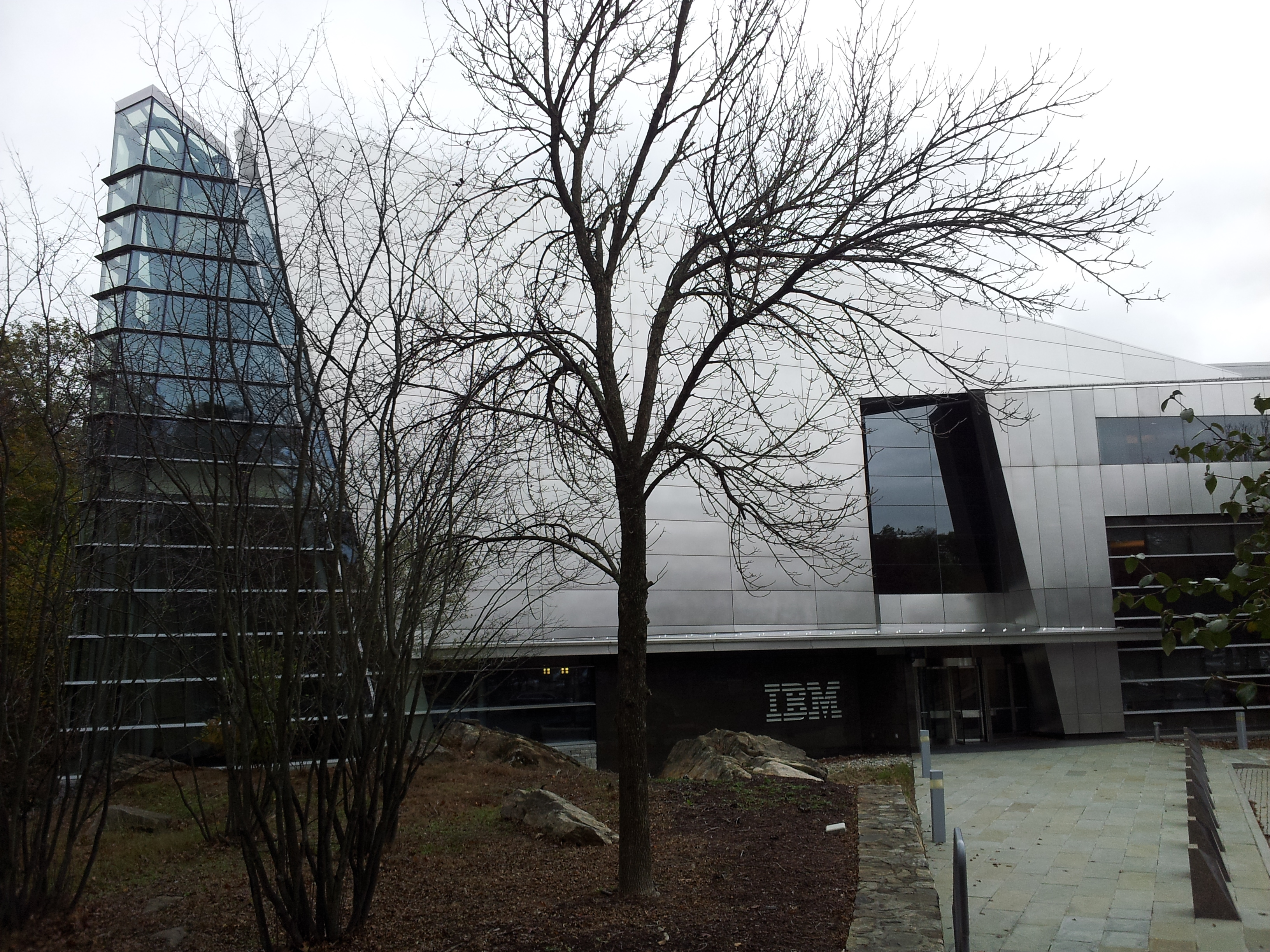
آي بي إم CHQ في أرمونك، نيويورك عام 2014

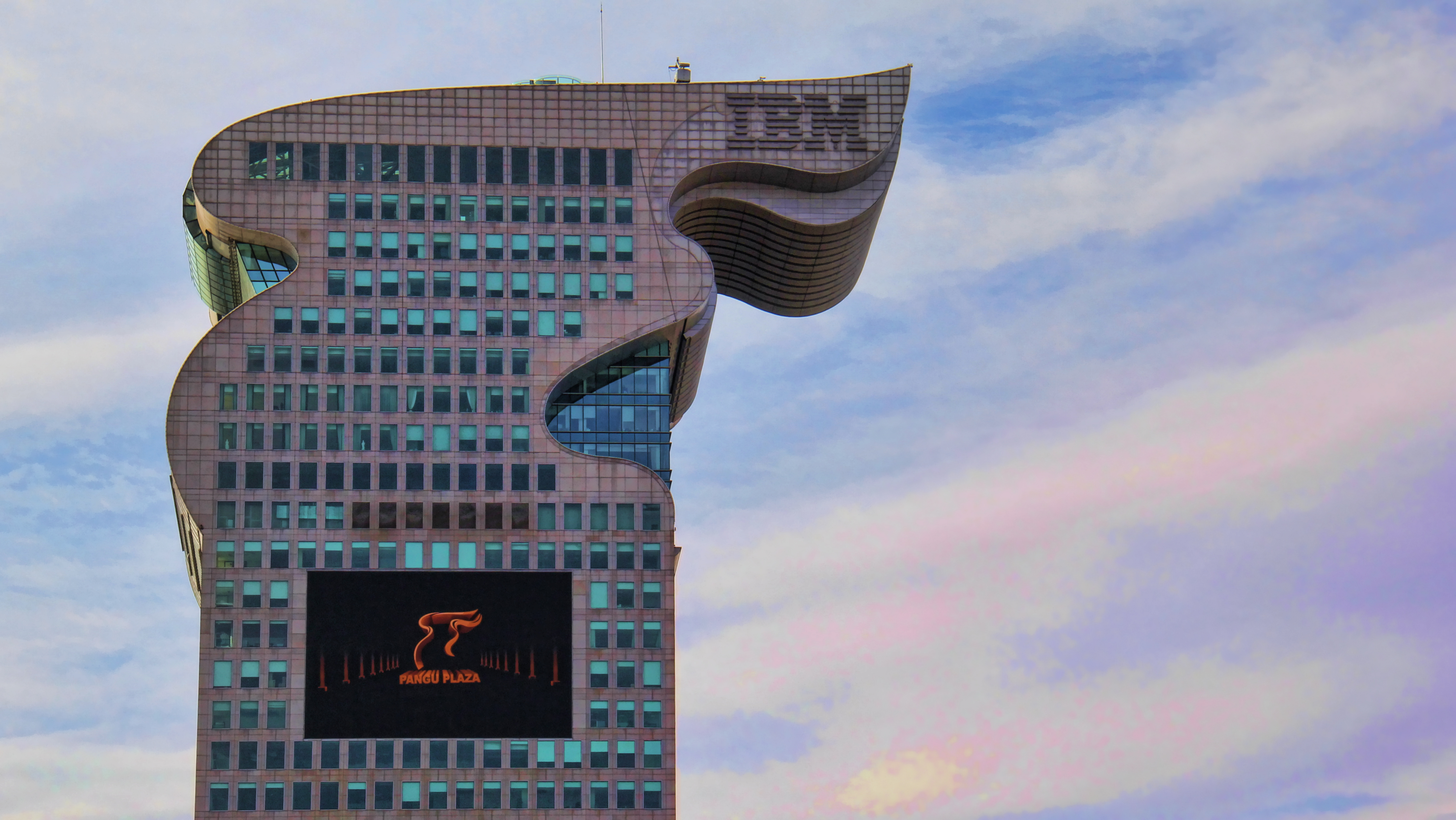
بانغو بلازا، أحد مكاتب آي بي إم في بكين، الصين

يقع المقر الرئيسي لشركة آي بي إم في أرمونك، نيويورك، مجتمع يبعد 37 ميلاً (60 كم) شمال وسط مانهاتن. لقب الشركة هو «عملاق أرمونك». المبنى الرئيسي، المشار إليه باسم CHQ ، عبارة عن صرح زجاجي وحجري تبلغ مساحته 283000 قدم مربع (26300 متر مربع) على قطعة أرض مساحتها 25 فدانًا (10 هكتارات) وسط بستان تفاح سابق مساحته 432 فدانًا اشترته الشركة في منتصف الخمسينيات. يوجد مبنيان آخران لشركة آي بي إم على مسافة قريبة من CHQ: مكتب القلعة الشمالية، والذي كان يعمل سابقًا كمقر لشركة آي بي إم، ومركز لويس. جيرستنر الابن، مركز التعلم (المعروف سابقًا باسم مركز تعليم آي بي إم)، وهو فندق ومنتجع ومركز تدريب يضم 182 غرفة ضيوف و31 غرفة اجتماعات ووسائل راحة متنوعة.
تعمل آي بي إم في 174 دولة اعتبارًا من عام 2016، مع مراكز التنقل في مناطق الأسواق الأصغر والحرم الجامعي الكبرى في الأكبر منها. في مدينة نيويورك، تمتلك آي بي إمعدة مكاتب إلى جانب CHQ، بما في ذلك المقر الرئيسي لشركة آي بي إم واتسون في مكان أستور في مانهاتن. خارج نيويورك، الجامعات الرئيسية في الولايات المتحدة تشمل أوستن، تكساس، منتزه مثلث البحث (رالي دورهام)، كارولاينا الشمالية، روتشستر، مينيسوتا، ووادي السيليكون، كاليفورنيا.
تتنوع الممتلكات العقارية لشركة آي بي إم وتتنوع عالميًا. تشمل الأبراج التي تشغلها شركة آي بي إم 1250 رينيه ليفيسك (مونتريال، كندا) ومركز واحد الأطلسي (أتلانتا، جورجيا،
الولايات المتحدة الأمريكية). في بكين، الصين، تحتل شركة آي بي إم بانغو بلازا، سابع أطول مبنى في المدينة ويطل على استاد بكين الوطني ("عش الطائر")، موطن الألعاب الأولمبية الصيفية لعام 2008.
آي بي إم الهند الخاصة المحدودة هي شركة هندية تابعة لشركة آي بي إم، ويقع مقرها الرئيسي في بنغالورو، كارناتاكا. لديها مرافق في بنغالورو، أحمد أباد، دلهي، كولكاتا، مومباي، تشيناي، بيون، غوروغرام، نويدا، بوبانيشوار، سورات، كويمباتور، فيساخاباتنام وحيدر أباد.
تشمل المباني البارزة الأخرى آي بي إم معمل روما للبرمجيات (روما، إيطاليا)، منزل هورسلي (وينشستر، المملكة المتحدة)، 330 شمال واباش (شيكاغو، إلينوي، الولايات المتحدة)، مركز كامبريدج العلمي (كامبريدج، ماساتشوستس، الولايات المتحدة)، وآي بي إم معمل تورونتو للبرمجيات (تورنتو، كندا)، مبنى آي بي إم، جوهانسبرج (جوهانسبرج، جنوب إفريقيا)، مبنى آي بي إم (سياتل) (سياتل، واشنطن، الولايات المتحدة)، مرفق آي بي إم هاكوزاكي (طوكيو، اليابان)، مرفق آي بي إم ياماتو (ياماتو، اليابان)، ومبنى المكتب الرئيسي لشركة آي بي إم كندا (أونتاريو، كندا) ومقر واتسون إنترنت الأشياء (ميونيخ، ألمانيا). تشمل حرم آي بي إم البائد مجمع مكاتب آي بي إم سومرز (سومرز، نيويورك) وجولة ديكارت (باريس، فرنسا). تشمل مساهمات الشركة في الهندسة المعمارية والتصميم الصناعي أعمال مارسيل بروير وإيرو سارينن ولودفيج ميس فان دير روه وإي إم باي. حاز مبنى فان دير روه في شيكاغو على جائزة الشرف لعام 1990 من متحف البناء الوطني.
تم الاعتراف بشركة آي بي إم كواحدة من أفضل 20 مكان عمل للمسافرين من قبل وكالة حماية البيئة الأمريكية في عام 2005، الذي اعترف بشركات فورتشين 500 التي قدمت للموظفين مزايا ممتازة للركاب للمساعدة في تقليل حركة المرور وتلوث الهواء. في عام 2004، أثيرت مخاوف تتعلق بمساهمة آي بي إم في أيامها الأولى في التلوث في موقعها الأصلي في انديكوت، نيويورك.

## المالية
بالنسبة للسنة المالية 2017، أعلنت شركة آي بي إم عن أرباح بلغت 5.7 مليار دولار أمريكي، بإيرادات سنوية قدرها 79.1 مليار دولار أمريكي، بانخفاض قدره 1.0% عن الدورة المالية السابقة. تم تداول أسهم آي بي إم بأكثر من 125 دولارًا أمريكيًا للسهم الواحد، وقدرت قيمتها السوقية بأكثر من 113.9 مليار دولار أمريكي في سبتمبر 2018. احتلت شركة آي بي إم المرتبة 34 في تصنيفات 2018 فورتشين 500 لأكبر الشركات الأمريكية من حيث إجمالي الإيرادات.
| عام  | إيرادات في ميل. دولار أمريكي$ | صافي الدخل في ميل. دولار أمريكي$ | إجمالي الأصول في ميل. دولار أمريكي$ | سعر السهم بالدولار الأمريكي | Employees |
| ---- | ----------------------------- | -------------------------------- | ----------------------------------- | --------------------------- | --------- |
| 2005 | 91,134                        | 7,934                            | 105,748                             | 61.80                       | 329,373   |
| 2006 | 91,424 ▲                      | 9,492                            | 103,234                             | 62.01                       | 355,766   |
| 2007 | 98,786 ▲                      | 10,418                           | 120,431                             | 80.04                       | 386,558   |
| 2008 | 103,630 ▲                     | 12,334                           | 109,524                             | 84.49                       | 398,455   |
| 2009 | 95,758 ▼                      | 13,425                           | 109,022                             | 85.67                       | 399,409   |
| 2010 | 99,870 ▲                      | 14,833                           | 113,452                             | 105.32                      | 426,751   |
| 2011 | 106,916 ▲                     | 15,855                           | 116,433                             | 138.97                      | 433,362   |
| 2012 | 102,874 ▼                     | 16,604                           | 119,213                             | 162.46                      | 434,246   |
| 2013 | 98,367 ▼                      | 16,483                           | 126,223                             | 163.30                      | 431,212   |
| 2014 | 92,793 ▼                      | 12,022                           | 117,271                             | 156.69                      | 379,592   |
| 2015 | 81,741 ▼                      | 13,190                           | 110,495                             | 137.27                      | 377,757   |
| 2016 | 79,919 ▼                      | 11,872                           | 117,470                             | 138.09                      | 380,300   |
| 2017 | 79,139 ▼                      | 5,753                            | 125,356                             | 149.76                      | 366,600   |
| 2018 | 79,591 ▲                      | 8,723                            | 123,382                             | 139.90                      | 350,600   |
| 2019 | 77,100 ▼                      | 9,400                            | 152,186                             | 126.85                      | 352,600   |

## منتجات وخدمات

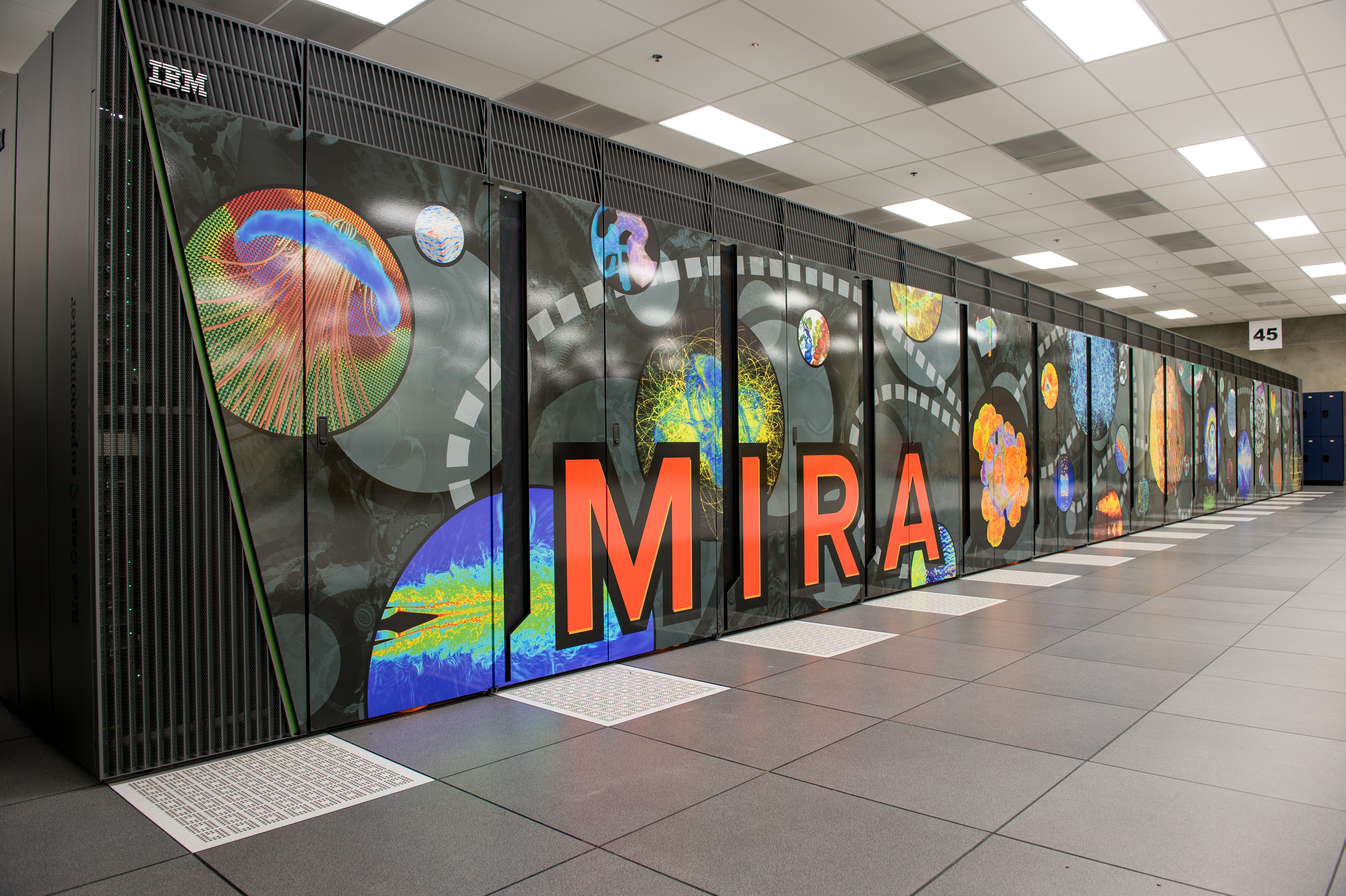
حصل الجين الأزرق على الميدالية الوطنية للتكنولوجيا والابتكار في عام 2009.

تمتلك شركة آي بي إم مجموعة كبيرة ومتنوعة من المنتجات والخدمات. اعتبارًا من عام 2016، تندرج هذه العروض ضمن فئات الحوسبة السحابية والذكاء الاصطناعي والتجارة والبيانات والتحليلات وإنترنت الأشياء والبنية التحتية لتكنولوجيا المعلومات والهاتف المحمول ومكان العمل الرقمي والأمن السيبراني.
تتضمن آي بي إم السحابية البنية التحتية كخدمة، والبرمجيات كخدمة والنظام الأساسي كخدمة التي يتم تقديمها من خلال نماذج تسليم السحابة العامة والخاصة والمختلطة. على سبيل المثال، يمكّن آي بي إم بلوميكس النظام الأساسي كخدمة المطورين من إنشاء مواقع ويب معقدة بسرعة على نموذج الدفع عند الاستخدام. يعد آي بي إم سوفت لاير خادمًا مخصصًا واستضافة مُدارة ومزود خدمات الحوسبة السحابية، والذي أبلغ في عام 2011 عن استضافة أكثر من 81000 خادم لأكثر من 26000 عميل. توفر آي بي إم أيضًا خدمات تشفير البيانات السحابية، باستخدام تقسيم التشفير لتأمين بيانات العميل.
تستضيف آي بي إم أيضًا مؤتمر انتركونيكت للحوسبة السحابية وتقنيات الأجهزة المحمولة على مستوى الصناعة كل عام.
تشتمل الأجهزة التي صممتها شركة آي بي إم لهذه الفئات على معالجات باور من شركة آي بي إم، والتي يتم استخدامها داخل العديد من أنظمة ألعاب وحدة التحكم، بما في ذلك إكس بوكس 360 وبلاي ستيشن 3 ونينتندو وي يو. آي بي إم تأمين الأزرق عبارة عن جهاز تشفير يمكن دمجه في المعالجات الدقيقة، وفي عام 2014، كشفت الشركة عن ترونورث، وهي دائرة متكاملة سيموس عصبية وأعلنت عن استثمار بقيمة 3 مليارات دولار على مدى السنوات الخمس التالية لتصميم شريحة عصبية تحاكي الدماغ البشري، مع 10 مليارات خلية عصبية و100 تريليون نقطة اشتباك العصبي، لكن هذا يستهلك فقط كيلو واط واحد من الطاقة. في عام 2016، أطلقت الشركة مصفوفات فلاش بالكامل مصممة للشركات الصغيرة والمتوسطة الحجم، والتي تتضمن برامج لضغط البيانات وتوفيرها ولقطات عبر أنظمة مختلفة.
يمثل التعهيد الخارجي لتكنولوجيا المعلومات أيضًا خدمة رئيسية تقدمها شركة آي بي إم، مع أكثر من 60 مركز بيانات حول العالم. ألفاوورك هو مصدر آي بي إم لتقنيات البرامج الناشئة، وإس بي إس إس عبارة عن حزمة برامج تستخدم للتحليل الإحصائي. توفر مجموعة كينيكسا من شركة آي بي إم حلول التوظيف والاحتفاظ، وتتضمن براسرينج، وهو نظام تتبع لمقدمي الطلبات تستخدمه آلاف الشركات للتوظيف. تمتلك آي بي إم أيضًا شركة الطقس، التي توفر التنبؤ بالطقس وتشمل weather.com والطقس تحت الأرض.
أذكى كوكب هي مبادرة تسعى إلى تحقيق النمو الاقتصادي، والكفاءة على المدى القريب، والتنمية المستدامة، والتقدم المجتمعي، واستهداف الفرص مثل الشبكات الذكية، وأنظمة إدارة المياه، وحلول الازدحام المروري، والمباني الخضراء.
تشمل بنود الخدمات كتب حمراء، وهي كتب متاحة للجمهور عبر الإنترنت حول أفضل الممارسات مع منتجات آي بي إم، وأعمال المطور، وهو موقع ويب لمطوري البرامج ومتخصصي تكنولوجيا المعلومات مع مقالات إرشادية وبرامج تعليمية، بالإضافة إلى تنزيلات البرامج، ونماذج التعليمات البرمجية، ومنتديات المناقشة، والبودكاست والمدونات ومواقع ويكي وغيرها من الموارد للمطورين والمهنيين التقنيين.
يعد آي بي إم واتسون نظامًا أساسيًا تقنيًا يستخدم معالجة اللغة الطبيعية والتعلم الآلي للكشف عن رؤى من كميات كبيرة من البيانات غير المهيكلة. ظهر واتسون لأول مرة في عام 2011 في برنامج الألعاب الأمريكي المحك!، حيث تنافس ضد البطلين كين جينينغز وبراد روتر في بطولة من ثلاث مباريات وفاز بها. تم تطبيق واتسون منذ ذلك الحين على الأعمال والرعاية الصحية والمطورين والجامعات. على سبيل المثال، دخلت شركة آي بي إم في شراكة مع مركز ميموريال سلون كيترينج للسرطان للمساعدة في النظر في خيارات العلاج لمرضى الأورام وإجراء فحوصات سرطان الجلد. أيضًا، بدأت العديد من الشركات في استخدام واتسون لمراكز الاتصال، إما لاستبدال وكلاء خدمة العملاء أو مساعدتهم.
في يناير 2019، قدمت شركة آي بي إم أول حاسوب كمي تجاري لها آي بي إم كيو سيستم ون.
توفر آي بي إم أيضًا البنية التحتية لقسم شرطة مدينة نيويورك من خلال تحليلات آي بي إم كوجنوس الخاصة بهم لأداء تصورات البيانات لبيانات جرائم كومبستات.
في مارس 2020، تم الإعلان عن قيام شركة آي بي إم ببناء أول حاسوب كمي في ألمانيا. يجب أن يسمح الحاسوب للباحثين بتسخير التكنولوجيا دون الوقوع في مواجهة موقف الاتحاد الأوروبي الحازم المتزايد بشأن سيادة البيانات.

## أبحاث

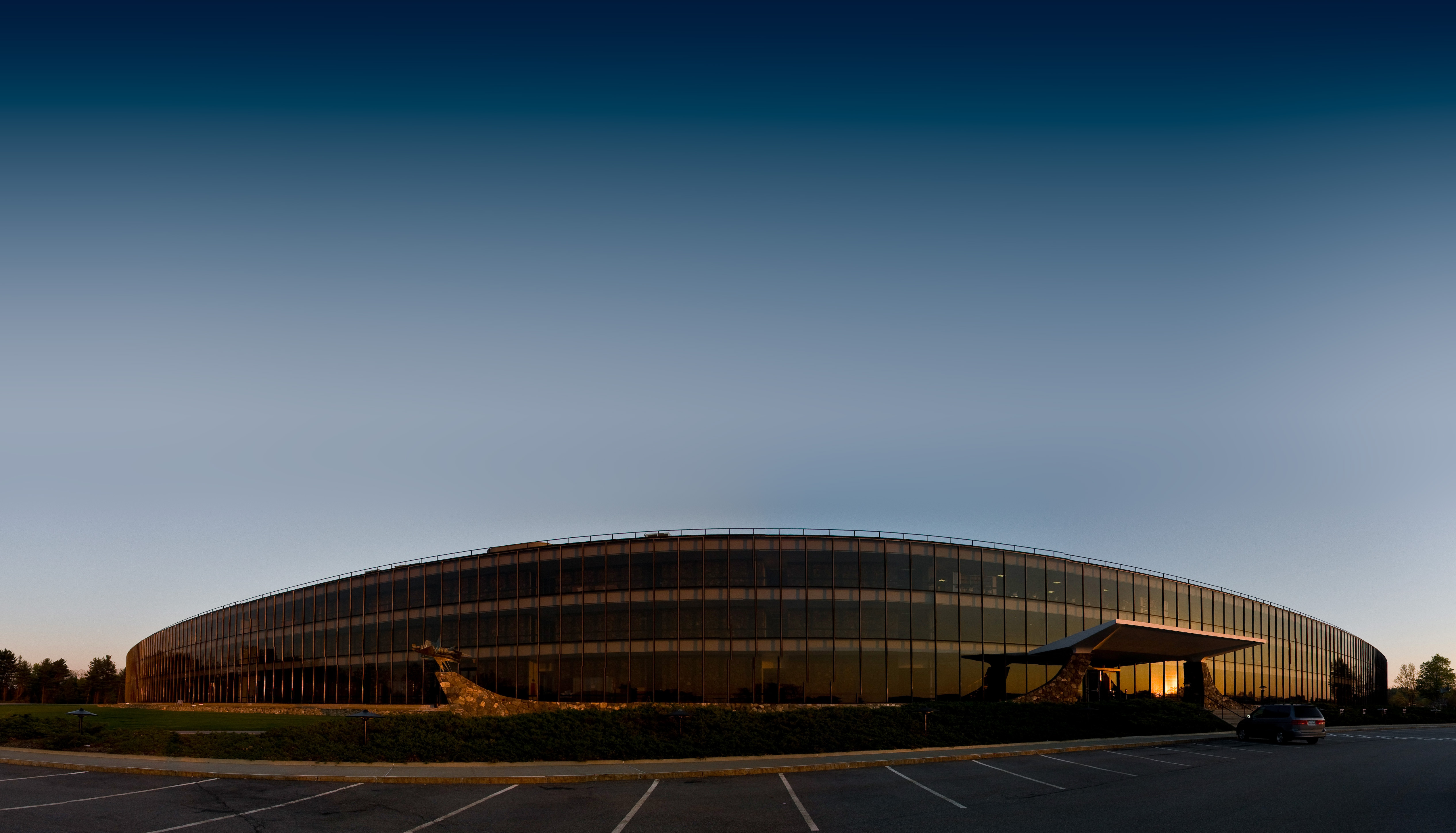
مركز توماس جيه واتسون للأبحاث في يوركتاون هايتس، نيويورك، هو واحد من 12 معمل أبحاث آي بي إم في جميع أنحاء العالم.

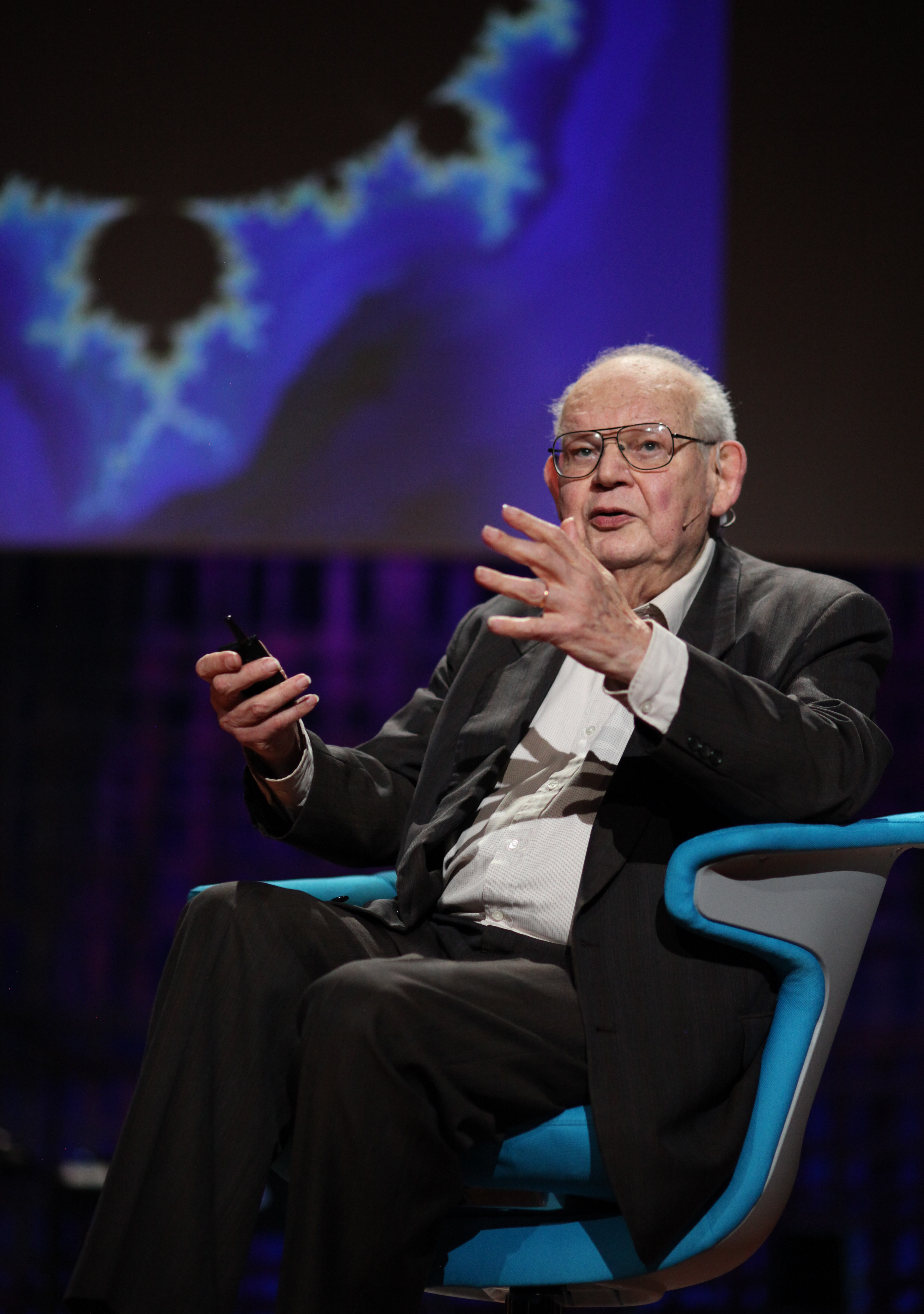
يناقش زميل آي بي إم بينوا ماندلبروت الهندسة الكسورية، 2010.

كان البحث جزءًا من شركة آي بي إم منذ تأسيسها، وتعود جهوده المنظمة إلى جذورها إلى عام 1945، عندما تم تأسيس مختبر واتسون للحوسبة العلمية في جامعة كولومبيا في مدينة نيويورك، مما أدى إلى تحويل منزل الأخوة الذي تم تجديده في ويست سايد في مانهاتن إلى أول منزل لشركة آي بي إم مختبر. الآن، تشكل أبحاث آي بي إم أكبر منظمة بحثية صناعية في العالم، مع 12 مختبرًا في 6 قارات. يقع المقر الرئيسي لشركة أبحاث آي بي إم في مركز أبحاث توماس جون واتسون في نيويورك، وتشمل المرافق معمل المادن في كاليفورنيا، ومختبر أوستين في تكساس، ومختبر أستراليا في ملبورن، ومختبر البرازيل في ساو باولو وريو دي جانيرو، معمل الصين في بكين وشنغهاي، مختبر أيرلندا في دبلن، معمل حيفا في إسرائيل، ومختبر الهند في دلهي وبنغالور، ومختبر طوكيو، ومختبر زيورخ لاب وأفريقيا في نيروبي.
من حيث الاستثمار، يبلغ إجمالي نفقات البحث والتطوير لشركة آي بي إم عدة مليارات من الدولارات كل عام. في عام 2012، بلغت هذه النفقات حوالي 6.9 مليار دولار أمريكي. تضمنت التخصيصات الأخيرة مليار دولار لإنشاء وحدة أعمال لواتسون في عام 2014، و 3 مليارات دولار لإنشاء الجيل التالي من أشباه الموصلات إلى جانب 4 مليارات دولار من أجل تنمية «الضرورات الاستراتيجية» للشركة (السحابة، والتحليلات، والجوّال، والأمن، والاجتماعية) في 2015.
كانت آي بي إم من أبرز المؤيدين لمبادرة المصادر المفتوحة، وبدأت في دعم لينكس في عام 1998. تستثمر الشركة مليارات الدولارات في الخدمات والبرامج القائمة على لينكس من خلال آي بي إم مركز تكنولوجيا لينكس، والذي يضم أكثر من 300 من مطوري نواة لينكس. أصدرت آي بي إم أيضًا تعليمات برمجية بموجب تراخيص مختلفة مفتوحة المصدر، مثل إطار عمل البرنامج المستقل للنظام الأساسي إكلبس (الذي تبلغ قيمته حوالي 40 مليون دولار أمريكي في وقت التبرع)، و ترخيص المكونات الدولية ليونيكود المكون من ثلاث جمل، وجافا - نظام إدارة قواعد البيانات الارتباطية اباتشي ديربي. لم تكن مشاركة آي بي إم مفتوحة المصدر خالية من المشاكل.
تشمل الاختراعات والتطورات الشهيرة لشركة آي بي إم ما يلي: آلة الصراف الآلي، ذاكرة الوصول العشوائي الديناميكي، لوحة المفاتيح الإلكترونية، المقايضة المالية، القرص المرن، محرك القرص الصلب، بطاقة الشريط المغناطيسي، قاعدة البيانات العلائقية، حاسوب مجموعة تعليمات مخفضة، نظام حجز طيران، إس كيو إل والرمز الشريطي لرمز المنتج العالمي والجهاز الظاهري. بالإضافة إلى ذلك، في عام 1990، استخدم علماء الشركة مجهرًا مسحًا نفقيًا لترتيب 35 ذرة زينون فردية لتوضيح اختصار الشركة، مما يشير إلى أول هيكل يجمع ذرة واحدة في كل مرة. يعد توليد براءات الاختراع جزءًا كبيرًا من أبحاث شركة آي بي إم. منذ براءة اختراعها الأولى لجهاز إشارات المرور، كانت آي بي إم واحدة من أكثر مصادر براءات الاختراع إنتاجًا في العالم. في عام 2018، سجلت الشركة الرقم القياسي لمعظم براءات الاختراع التي تنتجها الأعمال التجارية، بمناسبة 25 عامًا متتالية من الإنجاز.
حصل خمسة من IBMers على جائزة نوبل: ليو إيساكي، من مركز توماس جيه واتسون للأبحاث في يوركتاون هايتس، نيويورك، في عام 1973، للعمل في أشباه الموصلات. غيرد بينيج وهاينريش روهرر من مركز زيورخ للأبحاث في عام 1986 لمجهر مسح الأنفاق، وجورج بيدنورز وأليكس مولر، من زيورخ أيضًا، في عام 1987، للبحث في الموصلية الفائقة. كما فاز العديد من IBMers بجائزة تورينج، بما في ذلك أول امرأة فائزة فرانسيس إي ألن.
يتضمن البحث الحالي تعاونًا مع جامعة ميشيغان لرؤية أجهزة الحاسوب تعمل كمستشار أكاديمي لطلاب علم الحاسوب والهندسة الجامعيين في الجامعة، وشراكة مع إيه تي آند تي، والجمع بين منصات السحابة وإنترنت الأشياء لجعلها قابلة للتشغيل البيني وتزويد المطورين بأدوات أسهل.
تشارك الشركة أيضًا في البحث في الخوارزميات المتقدمة والتعلم الآلي وعمليات صنع القرار الخاصة بهم. لتحقيق هذه الغاية، أصدرت الشركة مؤخرًا أداة تحليل لكيفية ولماذا تتخذ الخوارزميات القرارات أثناء البحث عن التحيزات في صنع القرار الآلي.

## العلامة التجارية والسمعة

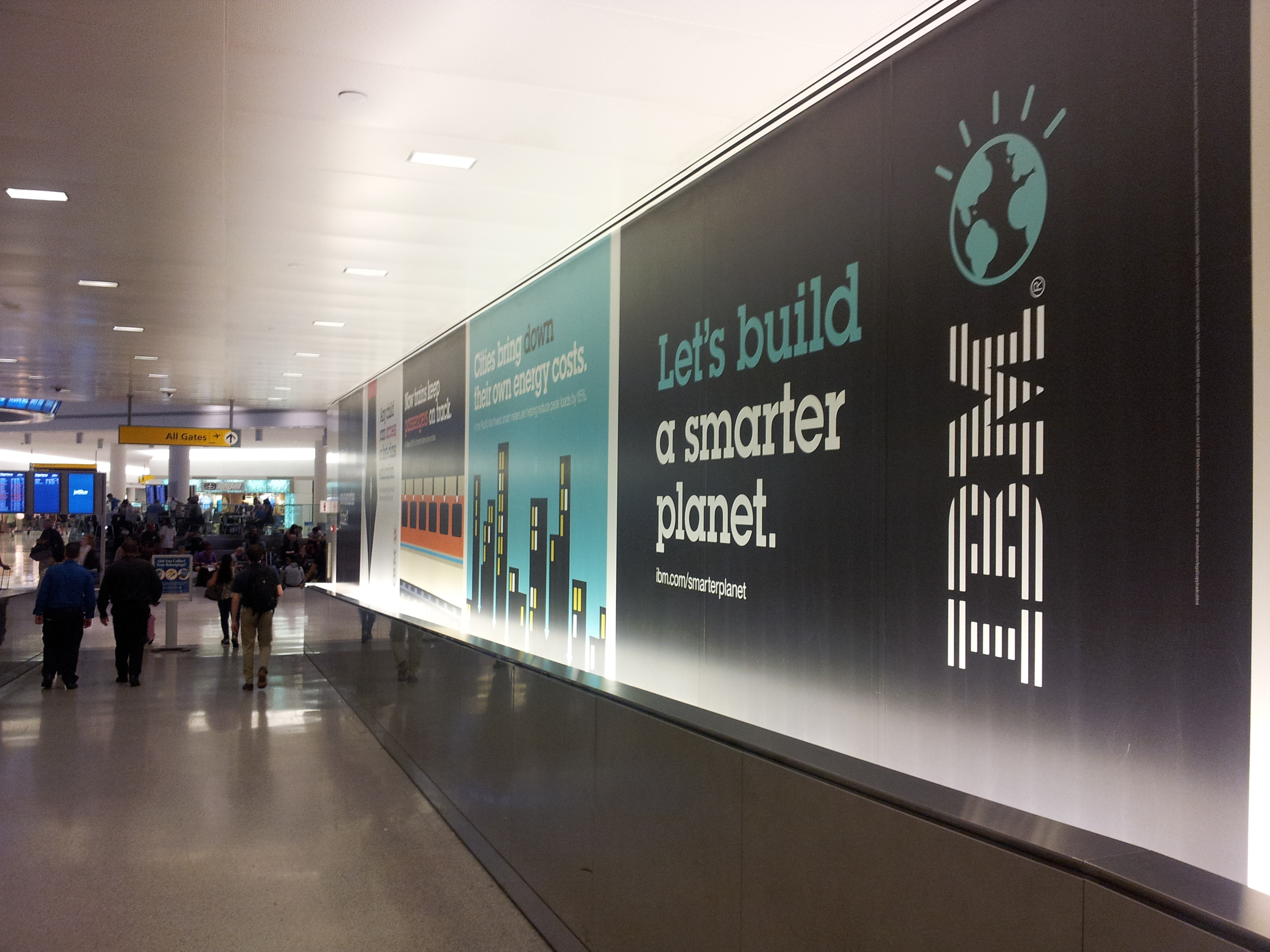
إعلانات آي بي إم في مطار جون إف كينيدي الدولي، 2013

يُطلق على شركة آي بي إم لقب بيج بلو جزئيًا بسبب شعارها الأزرق ونظام الألوان، وأيضًا جزئيًا منذ أن كان لدى آي بي إم ذات مرة قواعد لباس فعلي للقمصان البيضاء ذات البدلات الزرقاء. خضع شعار الشركة للعديد من التغييرات على مر السنين، حيث تم تصميم شعار «8-بار» الحالي في عام 1972 من قبل مصمم الجرافيك بول راند. لقد كان بديلاً عامًا لشعار مكون من 13 شريطًا، نظرًا لأن آلات التصوير لم تقدم مساحات كبيرة بشكل جيد. بصرف النظر عن الشعار، استخدمت آي بي إم هيلفيتيكا كمحرف شركة لمدة 50 عامًا، حتى تم استبدالها في عام 2017 بآي بي إم بلكس المصمم خصيصًا.
تمتلك شركة آي بي إم علامة تجارية قيّمة نتيجة لأكثر من 100 عام من العمليات والحملات التسويقية. منذ عام 1996، كانت آي بي إم الشريك التكنولوجي الحصري لبطولة الماسترز للغولف، وهي إحدى البطولات الأربع الكبرى في لعبة الجولف الاحترافية، حيث أنشأت آي بي إم أول Masters.org)1996)، أول كاميرا للدورة (1998)، أول تطبيق آيفون مع البث المباشر (2009)، وأول تغذية حية بدقة 4K فائقة الوضوح على الإطلاق في الولايات المتحدة لحدث رياضي كبير (2016). نتيجة لذلك، أصبحت جيني روميتي، الرئيس التنفيذي لشركة آي بي إم، ثالث عضوة في مجلس إدارة الماجستير، نادي أوغوستا الوطني للغولف. تعد آي بي إم أيضًا راعيًا رئيسيًا في التنس المحترف، حيث شاركت في بطولة الولايات المتحدة المفتوحة، ويمبلدون، وأستراليا المفتوحة، وبطولة فرنسا المفتوحة. كما رعت الشركة الألعاب الأولمبية من 1960 إلى 2000، والدوري الوطني لكرة القدم من 2003 إلى 2012.
في عام 2012، بلغت قيمة العلامة التجارية لشركة آي بي إم 75.5 مليار دولار وصنفتها شركة انتربراند كثاني أفضل علامة تجارية في جميع أنحاء العالم. في نفس العام، تم تصنيفها أيضًا كأفضل شركة للقادة (فورتشين)، الشركة الخضراء الثانية في الولايات المتحدة (نيوزويك)، ثاني أكثر الشركات احترامًا (بارون)، الشركة الخامسة الأكثر إعجابًا (فورتشين)، الشركة الثامنة عشر الأكثر ابتكارًا (فاست كومباني)، والأولى في الاستشارات التقنية والمرتبة الثانية في التعهيد (فولت). في عام 2015، صنفت فوربس شركة آي بي إم في المرتبة الخامسة من حيث القيمة.

## الناس والثقافة

### الموظفين

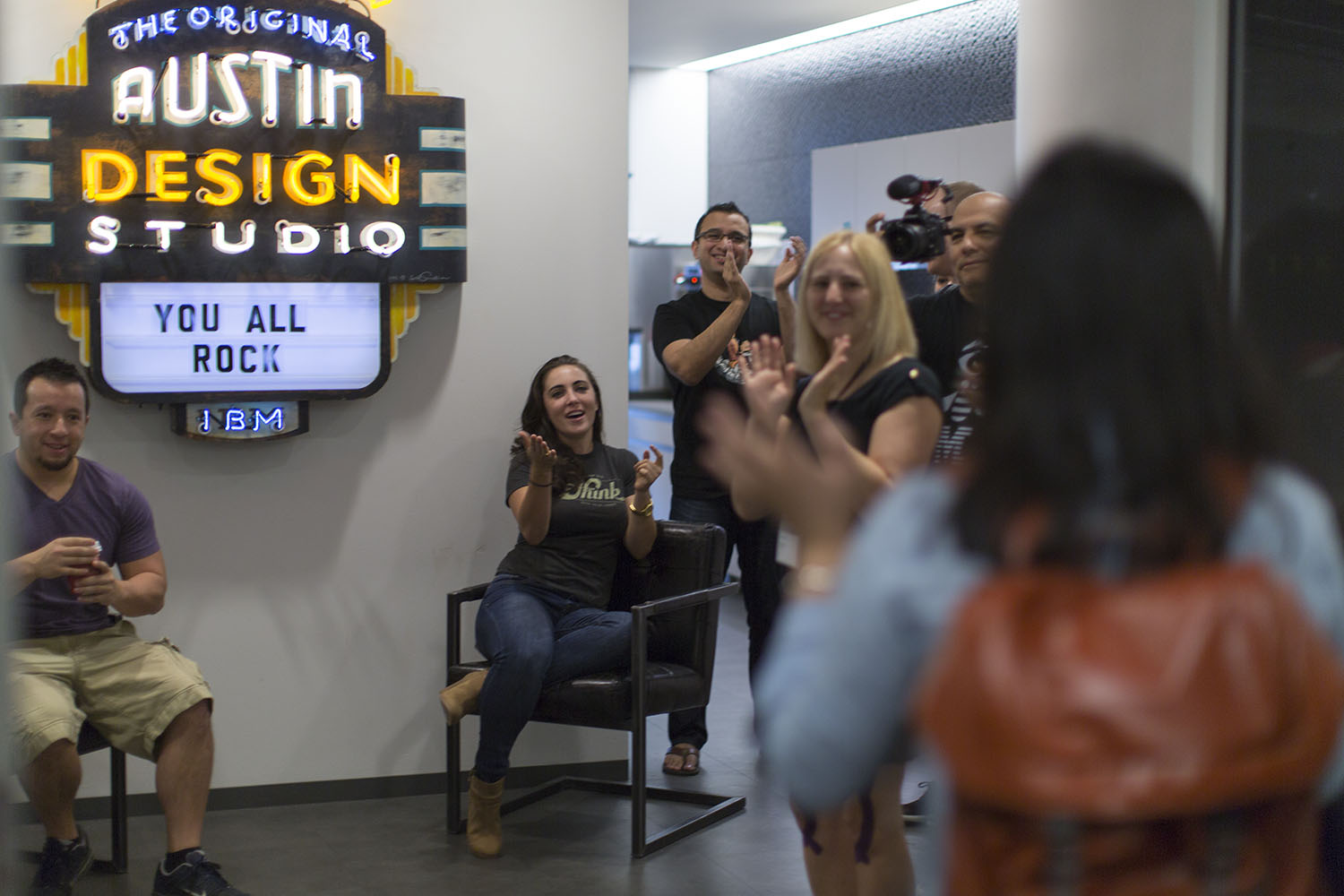
يتم الترحيب بـ IBMers الجدد في معسكر تدريب في آي بي إم أوستين،2015

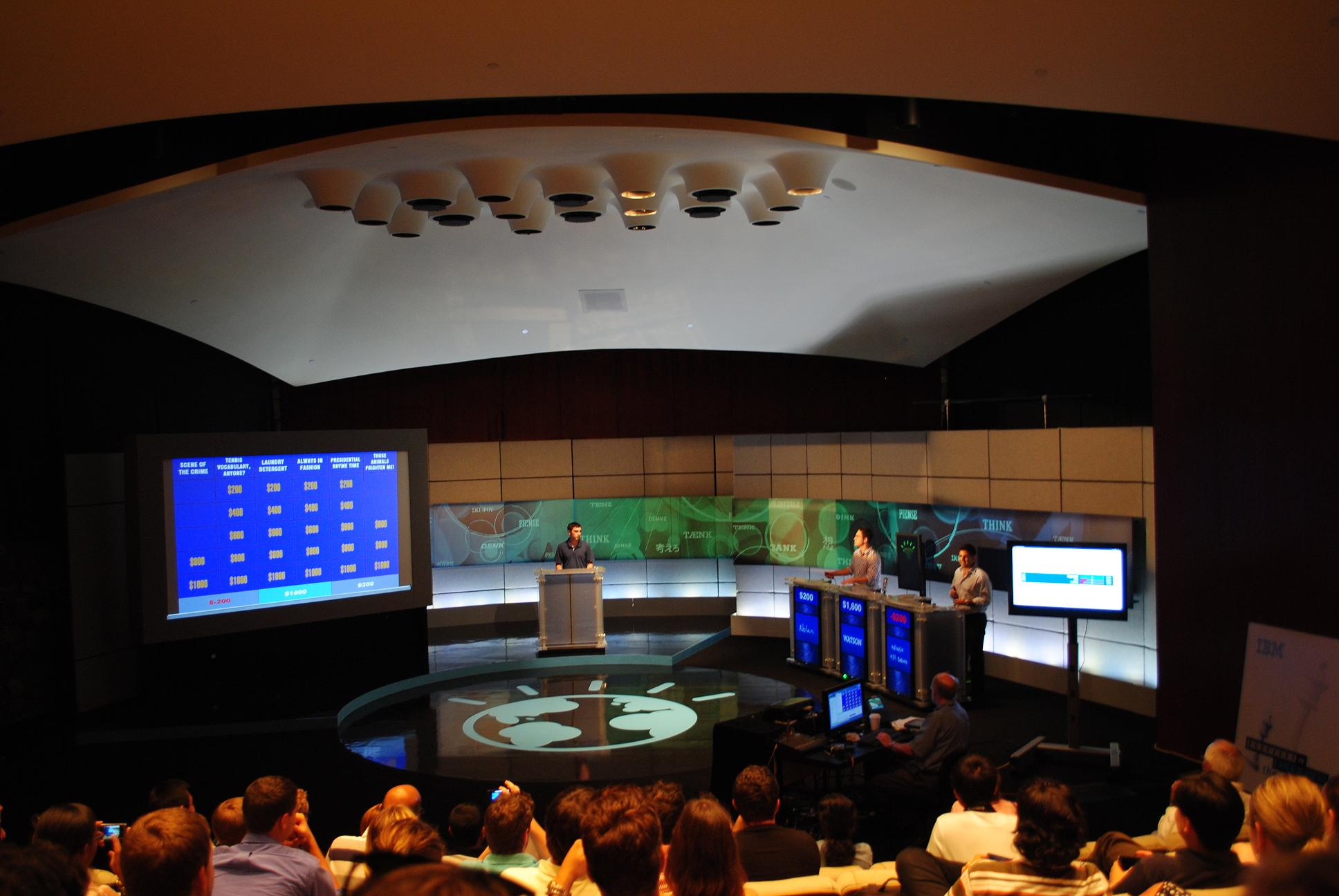
موظفون يستعرضون قدرات آي بي إم أوستين في خطر! مباراة المعرض في الحرم الجامعي، 2011

تمتلك شركة آي بي إم واحدة من أكبر القوى العاملة في العالم، ويشار إلى الموظفين في بيج بلو باسم "IBMers". كانت الشركة من أوائل الشركات التي قدمت تأمينًا جماعيًا على الحياة (1934)، ومزايا الناجين (1935)، وتدريب النساء (1935)، والإجازات مدفوعة الأجر (1937)، وتدريب الأشخاص ذوي الإعاقة (1942). استأجرت شركة آي بي إم أول مندوب مبيعات أسود لها في عام 1946، وفي عام 1952، نشر الرئيس التنفيذي توماس جيه واتسون الابن أول خطاب مكتوب بشأن سياسة تكافؤ الفرص للشركة، قبل عام واحد من الولايات المتحدة. قرار المحكمة العليا في قضية براون ضد مجلس التعليم وقبل 11 عامًا من قانون الحقوق المدنية لعام 1964. صنفت حملة حقوق الإنسان شركة آي بي إم بنسبة 100% على مؤشر صداقة المثليين كل عام منذ عام 2003، مع قيام شركة آي بي إم بتزويد الشركاء من نفس الجنس لموظفيها بمزايا صحية وشرط مناهض للتمييز. بالإضافة إلى ذلك، في عام 2005، أصبحت شركة آي بي إم أول شركة كبرى في العالم تلتزم رسميًا بعدم استخدام المعلومات الجينية في قرارات التوظيف، وفي عام 2017، تم اختيار شركة آي بي إم في قائمة أفضل 100 شركة للأم العاملة للعام 32 على التوالي.
لدى آي بي إم العديد من برامج تطوير القيادة والاعتراف بها للتعرف على إمكانات الموظفين وإنجازاتهم. بالنسبة للموظفين ذوي الإمكانات العالية في بداية حياتهم المهنية، ترعى
شركة آي بي إم برامج تطوير القيادة حسب التخصص (على سبيل المثال، الإدارة العامة، والموارد البشرية، والتمويل). في كل عام، تختار الشركة أيضًا 500 من IBMers للعمل في آي بي إم فيلق خدمة الشركات، والذي تم وصفه بأنه المكافئ المؤسسي لفيلق السلام ويمنح كبار الموظفين شهرًا للقيام بأعمال إنسانية في الخارج. بالنسبة لبعض المتدربين، لدى آي بي إم أيضًا برنامج يسمى إكستريم بلو الذي يشترك مع كبار رجال الأعمال والتقنيين لتطوير تكنولوجيا عالية القيمة والتنافس لعرض حالة أعمالهم على الرئيس التنفيذي للشركة في نهاية فترة التدريب.
لدى الشركة أيضًا العديد من التعيينات للمساهمين الفرديين الاستثنائيين مثل كبار الموظفين الفنيين، وعضو فريق البحث، والمهندس المتميز، والمصمم المتميز. يمكن للمخترعين غزير الإنتاج أيضًا تحقيق ثبات براءات الاختراع وكسب تسمية المخترع الرئيسي. إن التصنيف الأكثر شهرة للشركة هو زميل آي بي إم . منذ عام 1963، تقوم الشركة بتسمية عدد قليل من الزملاء كل عام بناءً على الإنجازات الفنية. تعترف البرامج الأخرى بسنوات الخدمة مثل نادي ربع سنشري الذي تأسس في عام 1924، ويحق للبائعين الانضمام إلى نادي مائة بالمائة، المؤلف من بائعي آي بي إم الذين يستوفون حصصهم، والذي انعقد في أتلانتيك سيتي، نيو جيرسي. في كل عام، تختار الشركة أيضًا 1000 IBMers سنويًا لمنح جائزة أفضل شركة آي بي إم، والتي تشمل رحلة مدفوعة التكاليف بالكامل لحفل توزيع الجوائز في مكان غريب.
تطورت ثقافة شركة آي بي إم بشكل ملحوظ على مدار قرن من العمليات. في أيامها الأولى، كانت البدلة الداكنة (أو الرمادية) والقميص الأبيض وربطة العنق «المخلصة» تشكل الزي الرسمي العام لموظفي آي بي إم. أثناء التحول الإداري لشركة آي بي إم في التسعينيات، خفف الرئيس التنفيذي لويس جرستنر من هذه القواعد، مما أدى إلى تطبيع ملابس وسلوك موظفي آي بي إم. أعطت ثقافة الشركة أيضًا مسرحيات مختلفة عن اختصار الشركة (IBM)، حيث يقول البعض إنها تعني «لقد تم تحريكي» بسبب عمليات النقل والتسريح، بينما يقول البعض الآخر إنها تعني «أنا من نفسي» وفقًا لـ وهو معيار سائد للعمل من أي مكان، ويقول آخرون إنه يمثل «أنا مرشد» نظرًا لسياسة الباب المفتوح التي تتبعها الشركة والتشجيع على التوجيه على جميع المستويات. فيما يتعلق بعلاقات العمل، قاومت الشركة تقليديًا تنظيم النقابات العمالية، على الرغم من أن النقابات تمثل بعض عمال شركة آي بي إم خارج الولايات المتحدة. في اليابان، لدى موظفي شركة آي بي إم أيضًا فريق كرة قدم أمريكي مكتمل باستاد محترف ومشجعات وألعاب متلفزة، ويتنافسون في الدوري الياباني X- الدوري باسم «بيج بلو».
في عام 2015، بدأت شركة آي بي إم في منح الموظفين خيار اختيار جهاز حاسوب شخصي أو جهاز ماك كجهاز عمل أساسي لهم. في عام 2016، ألغت شركة آي بي إم التصنيف الإجباري وغيرت نظام مراجعة الأداء السنوي للتركيز بشكل أكبر على التغذية الراجعة المتكررة والتدريب وتطوير المهارات.

### خريجي آي بي إم
حقق العديد من IBMers أيضًا شهرة خارج العمل وبعد مغادرة آي بي إم. في مجال الأعمال ، يشمل موظفو آي بي إم السابقون الرئيس التنفيذي لشركة أبل. تيم كوك، والرئيس التنفيذي السابق لشركة EDS والسياسي روس بيرو، ورئيس مايكروسوفت جون دبليو. طومسون، ومؤسس SAP هاسو بلاتنر، ومؤسس جارتنر جدعون جارتنر، والرئيس التنفيذي لشركة أجهزة مايكرو المتقدمة ليزا سو، الرئيس التنفيذي السابق لمجموعة المواطنين المالية إلين أليماني، ياهو! رئيس مجلس الإدارة ألفريد أموروسو، والرئيس التنفيذي السابق لشركة إيه تي آند تي سي.مايكل أرمسترونج، والرؤساء التنفيذيين السابقين لشركة زيروكس، ديفيد تي كيرنز وريتشارد ثومان، غرين الرئيس التنفيذي السابق لشركة شركة إسحاق العادلة، والشريك المؤسس لشركة أنظمة سايتركس وياكوبوتشي ، ورئيس مجلس إدارة ASOS.com براين ماكبرايد، والرئيس التنفيذي السابق لشركة لينوفو ستيف وارد، والرئيس التنفيذي السابق لشركة تيراتا كينيث سيموندز.
في الحكومة، شغلت الخريجة باتريشيا روبرتس هاريس منصب وزيرة الإسكان والتنمية الحضرية في الولايات المتحدة، وهي أول امرأة أمريكية من أصل أفريقي تعمل في مجلس وزراء الولايات المتحدة. صامويل ك. سكينر شغل منصب وزير النقل الأمريكي ورئيس أركان البيت الأبيض. ومن بين الخريجين أيضًا السناتور الأمريكي ماك ماتينجلي وتوم تيليس. حاكم ولاية ويسكونسن سكوت والكر، سفراء الولايات المتحدة السابقون فينسينت أوبسيتنيك (سلوفاكيا) وآرثر واتسون (فرنسا) وتوماس واتسون جونيور (الاتحاد السوفيتي)، وممثلي الولايات المتحدة السابقين تود أكين، جلين أندروز، روبرت جارسيا، كاثرين هاريس، آمو هوتون، جيم روس لايتفوت، توماس جيه مانتون، دونالد دبليو ريجل جونيور، وإد زشاو.
وآخرون هم رائد فضاء ناسا مايكل ج.ماسيمينو ورائد الفضاء الكندي والحاكم العام جولي باييت والموسيقي الشهير ديف ماثيوز ورئيس كلية هارفي مود ماريا كلاوي والرئيس الفخري لجامعة الحكام الغربية روبرت ميندنهال والرئيس السابق لجامعة كنتاكي لي تي تود جونيور. حكم اتحاد كرة القدم الأميركي بيل كارولو، رينجرز إف سي السابق جون ماكليلاند رئيس مجلس الإدارة، والحائز على جائزة نوبل في الأدب جي إم. كوتزي. كما شغل توماس واتسون الابن منصب الرئيس الوطني الحادي عشر لكشافة أمريكا.

### مجلس الإدارة والمساهمون
مجلس إدارة الشركة المكون من 15 عضوًا هم المسؤولون عن الإدارة العامة للشركة، ويضم الرؤساء التنفيذيين الحاليين أو السابقين لشركة أنثيم وشركة داو كيميكال وجونسون آند جونسون ورويال داتش شل ويو بي إس وفانغارد للاستثمار بالإضافة إلى رؤساء جامعة كورنيل ومعهد رينسيلار للعلوم التطبيقية، وأدميرال متقاعد في البحرية الأمريكية.
في عام 2011، أصبحت شركة آي بي إم أول شركة تكنولوجيا تستثمر فيها شركة بيركشير هاثاواي القابضة التابعة لشركة وارن بافت. في البداية اشترى 64 مليون سهم بتكلفة 10.5 مليار دولار. على مر السنين، زاد حيازاته من آي بي إم، لكنه خفضها بنسبة 94.5% إلى 2.05 مليون سهم في نهاية عام 2017. وبحلول مايو 2018، كان خارج آي بي إم تمامًا.

## وصلات خارجية
- الموقع الرسمي
- آي‌ بي‌ إم على موقع الموسوعة البريطانية (الإنجليزية)
- آي‌ بي‌ إم على موقع ميوزك برينز (الإنجليزية)